# PLDT
PLDT, Inc. (tidigare känt som Philippine Long Distance Telephone Company) är den största telekommunikationsleverantören, digitala tjänsteföretaget samt den mest kända internetleverantören i Filippinerna. De sammanlagda tjänsteintäkterna för 2018 uppnådde 150,5 miljarder pesos varav nettoresultatet uppnådde 19,2 miljarder pesos.